# Nicoleta Daniela Șofronie
Nicoleta Daniela Sofronie (Constança, 12 de fevereiro de 1988) é uma ex-ginasta romena que competia em provas de ginástica artística.
Sofronie fez parte da equipe romena medalhista de ouro por equipes no Campeonato Europeu e nos Jogos Olímpicos de 2004, em Atenas. Nicoleta foi medalhista de prata também na final do solo, ficando atrás apenas de sua compatriota Catalina Ponor. Em 2005, aposentou-se após o Campeonato Europeu para continuar seus estudos. 	

## Carreira
Daniela nasceu na cidade de Constança, na Romênia. A jovem iniciou-se na ginástica em 1992 no Sport School Club 01 Constant, aos quatro anos de idade, e entrou para a equipe nacional em 2002, na categoria júnior. Dois anos mais tarde, ingressou na elite sênior.
A primeira grande competição internacional de Daniela foi o Campeonato Europeu, realizado em Amsterdã – Holanda. Nicoleta foi medalhista de ouro por equipes e conquistou a prata no concurso geral.  Na sequência do ano, nos Jogos Olímpicos de Atenas, a ginasta ajudou a equipe romena - formada por Catalina Ponor, Oana Ban, Alexandra Eremia, Monica Rosu, e Silvia Stroescu – a conquistar a medalha de ouro. Sofronie não atingiu a pontuação necessária para participar da final do solo - suas companheiras Catalina Ponor e Oana Ban totalizaram notas mais elevadas. Porém Oana Ban se contundiu e não pôde participar da final do solo. Daniela, que estava em nono lugar – sendo portanto uma reserva olímpica - passou para oitavo, assim participando do evento. Nesta final, Sofronie fora a última a competir, e com uma apresentação sem erros graves alcançou a segunda maior nota, atrás da campeã Catalina Ponor. O bronze foi para a espanhola Patricia Moreno. Ainda nas Olimpíadas, Sofronie classificou-se para final das barras assimétricas. Um movimento mal executado logo em sua entrada no aparelho a tirou da disputa por medalhas, terminando em sexto lugar.
No ano seguinte, no Campeonato Europeu, Nicoleta não obteve bons resultados como os que havia conquistado na competição passada. Classificou-se apenas para a final das assimétricas, na qual terminou em último lugar com a nota de 7,825. Em 2005, Sofronie deixou de competir e parou de treinar. Contudo, não abandonando o desporto, estuda e trabalha no departamento esportivo romeno.

## Principais resultados
| Ano  | Evento                     | AA               | Equipe          | Salto sobre o cavalo | Trave            | Barras assimétricas | Solo             |
| ---- | -------------------------- | ---------------- | --------------- | -------------------- | ---------------- | ------------------- | ---------------- |
| 2002 | Copa China Motor           |                  |                 |                      | Medalha de prata | Medalha de prata    |                  |
| 2003 | Campeonato Nacional Romeno | Medalha de prata |                 | Medalha de prata     |                  | Medalha de prata    |                  |
| 2004 | Campeonato Europeu         | Medalha de prata | Medalha de ouro | 5°                   |                  | 6°                  |                  |
| 2004 | Jogos Olímpicos            | 5°               | Medalha de ouro |                      |                  | 6°                  | Medalha de prata |
| 2005 | Campeonato Europeu         |                  |                 |                      |                  | 8º                  |                  |
| 2005 | Copa do Mundo – Gante      | Medalha de ouro  |                 |                      |                  |                     |                  |